# Karl Ludwig Kahlbaum

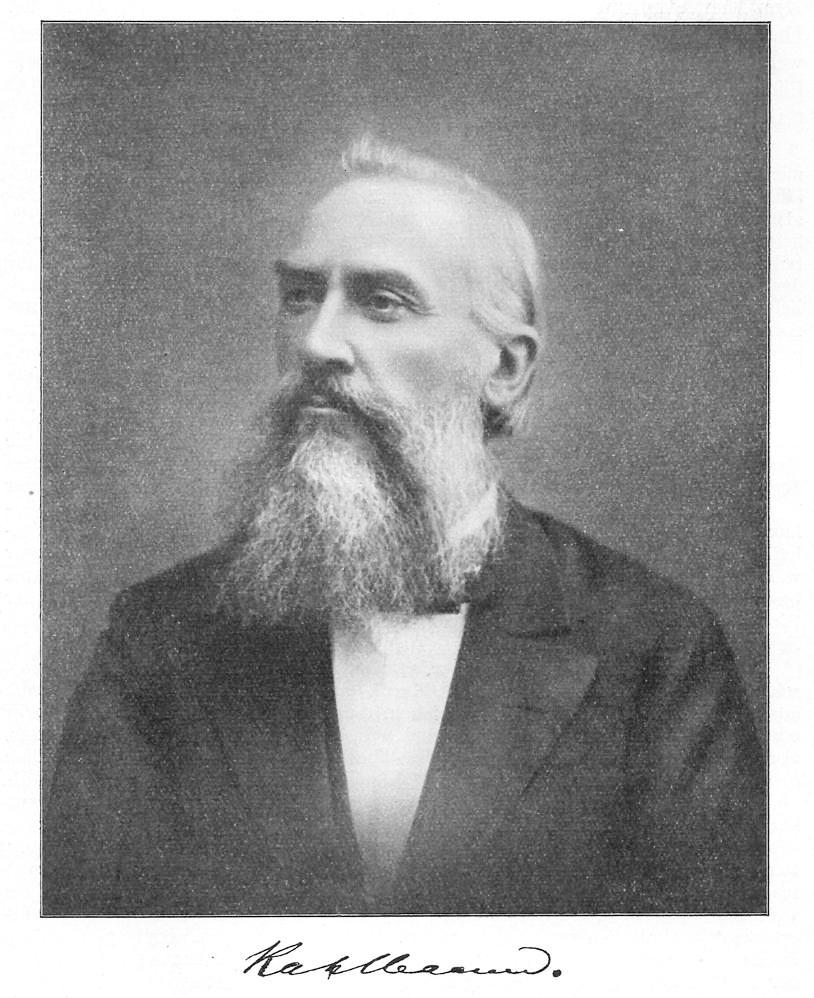
Karl Ludwig Kahlbaum

Karl Ludwig Kahlbaum (* 28. Dezember 1828 in Driesen bei Landsberg in der Neumark; † 15. April 1899 in Görlitz) war ein deutscher Psychiater. Er stellte 1863 eine neue Gliederung psychiatrischer Erkrankungen auf, in der er Hebephrenie und Katatonie erstmals als Krankheiten definierte.

## Lebenslauf
Kahlbaum, der Sohn eines Fuhrunternehmers, wurde in Driesen (Neumark) geboren. Nach der Schule in Dirschau, Elbing und Marienwerder folgte das Medizinstudium an den Universitäten Leipzig, Würzburg, Königsberg und Berlin. Nebenher betrieb er Studien in Naturwissenschaften und Mathematik.
Im Jahre 1854 wurde er in Berlin zum Thema De avium tractus alimentarii anatomia et histologia nonnulla in Berlin promoviert, wo er dann für ein Jahr seinen Militärdienst ableistete. Der seit 1854 approbierte Arzt erhielt 1856 eine Stelle als zweiter Arzt und Vertreter von Bernhardi an der ostpreußischen Provinzial-Irrenanstalt im ostpreußischen Allenberg, Kreis Wehlau. Nach seiner 1863 erfolgten Habilitation für Psychiatrie lehrte er in Königsberg, wobei er vom klinischen Unterricht ausgeschlossen war.
Kahlbaum wechselte 1866 nach Görlitz an die 1855 von Hermann Andreas Reimer (1825–1906) gegründete Heilanstalt für Epileptische. Diese in einer Villa am Obermühlberg eingerichtete Privatklinik war zu ihrer Zeit eine einmalige Einrichtung in Deutschland. 1867 übernahm er von Reimer die Leitung des Hauses, das er zu internationalem Ansehen führte. Kahlbaum gründete hier ein Erziehungshaus für psychisch auffällige Kinder und Jugendliche.
Am 28. November 1870 kam der Sohn Siegfried Kahlbaum in Görlitz zur Welt. Wie der Vater studierte er Medizin und übernahm nach dessen Tod 1899 als Psychiater und Sanitätsrat die Leitung des Sanatoriums Dr. Kahlbaum in Görlitz.
1899 starb Karl Ludwig Kahlbaum im diabetischen Koma.
Nach Kahlbaum ist in Görlitz die Doktor-Kahlbaum-Allee benannt.

## Werk
Kahlbaum versuchte die psychischen Erkrankungen neu zu ordnen und stellte eine eigene Systematik auf, die dem Denkmodell der Einheitspsychose folgte. Er schuf dabei eine Fülle von oft als eigenartig beschriebenen neuen Begriffen oder gruppierte bekannte Störungen um. Viele davon, wie die Neoprenia, Paraphrenia, Vecordia, Vesania oder Dysphrenia sind heute längst vergessen. Im Wesentlichen setzte sich bis in die ICD-11 nur die Katatonie durch. Diese unterschied er in 4 Stadien bzw. Krankheitsverläufe: Einfache Melancholie (heute am ehesten Depression), Tobsucht (Manie), Melancholia attonita (stuporös-katatones Stadium) und Blödsinn (heute am ehesten Residualsymptomatik). In einem sehr modernen Ansatz nahm er eine multifaktorielle Genese an und nahm die Bonhoeffer-Regel voraus. Ein weiterer Begriff von Kahlbaun ist die von seinem Schüler Hecker genauer beschriebene Hebephrenie durch. Hier ist auch ein Einfluss von Kraepelin zu vermuten. Ein Grund für die relative Unbekanntheit von Kahlbaum könnte sein, dass er eher wenig publizierte, weil er stark in der praktischen Patientenversorgung tätig war.

## Schriften
- Die Gruppierung der psychischen Krankheiten und die Einteilung der Seelenstörungen, Danzig 1863
- Die Katatonie oder das Spannungsirresein. Eine klinische Form psychischer Krankheit. Berlin: A. Hirschwald 1874, 104 S.
- Die klinisch‐diagnostischen Gesichtspunkte der Psychopathologie. Leipzig: Breitkopf und Härtel 1878, 20 S. (→ Kahllbaum, Karl Ludwig (1878), Wikiversity)
- Die Sinnesdelierien. Ein Beitrag zur klinischen Erweiterung der psychiatrischen Symptomatologie und zur physiologischen Psychologie. In: Allgemeine Zeitschrift für Psychiatrie und psychisch‐gerichtliche Medicin. Band 23. Verlag von August Hirschwald, Berlin 1866, S. 1–86 (digitale-sammlungen.de). (Digitalisat in der Google-Buchsuche).